# Andrea Bregno

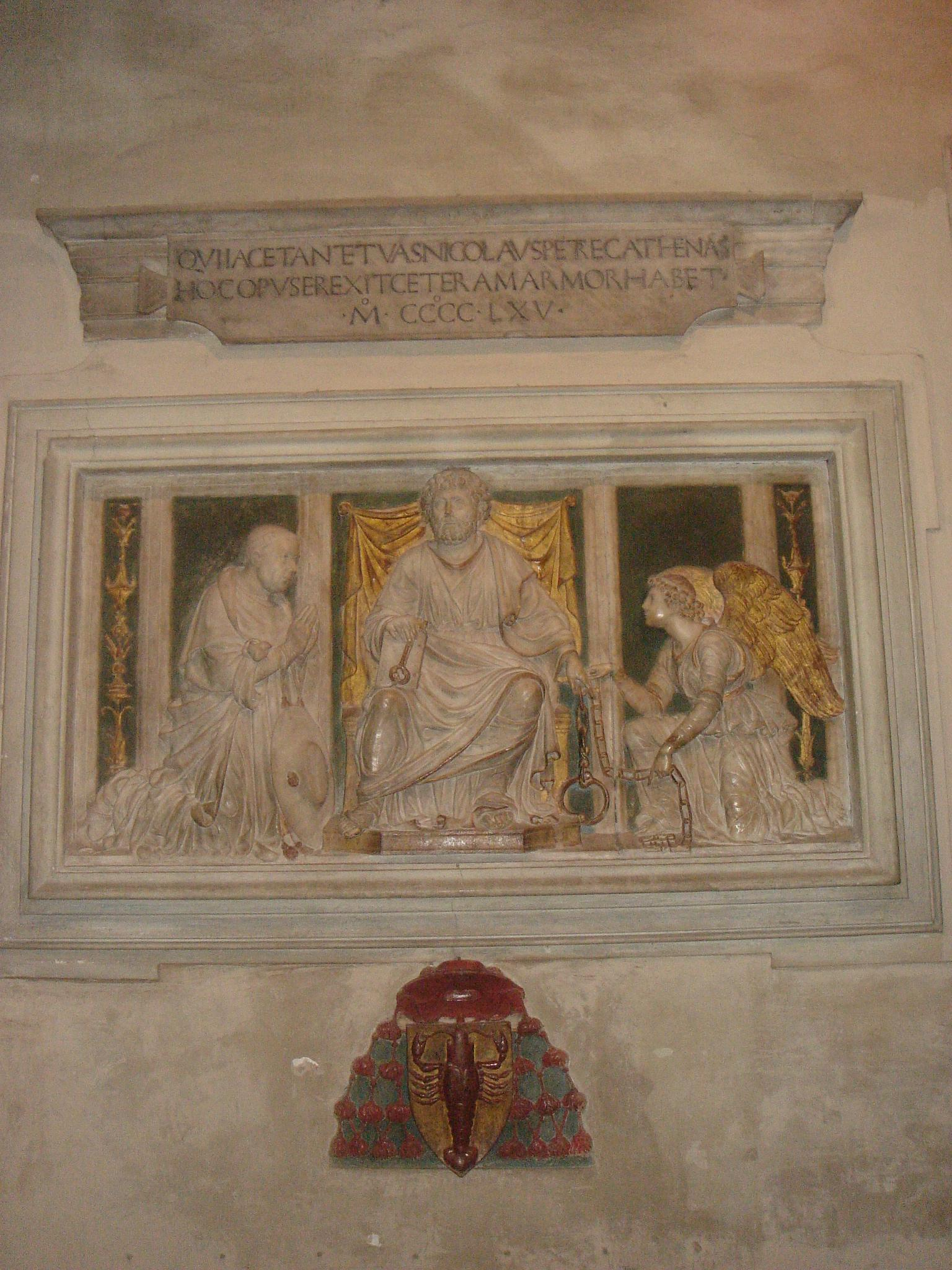
Tombe van Nicolò Cusano, door Andrea Bregno

Andrea di Cristoforo Bregno (Osteno, nabij Como, 1418 - Rome, 1506) was een Lombardische beeldhouwer en architect uit de Italiaanse renaissance, die vanaf de jaren 1460 in Rome werkte. Hij kreeg veel opdrachten van Paus Sixtus IV en ontwierp veel graven van kardinalen en vooraanstaande figuren uit de pauselijke curie.
Zijn laatste werk was het altaarstuk (het Piccolomini altaar) voor de kathedraal van Siena. Voor de vier nissen in het altaar beeldhouwde de jonge Michelangelo op verzoek van de toekomstige Paus Pius III vier beelden van heiligen. 
- Bibliothèque nationale de France: cb155777134 (data)
- Gemeinsame Normdatei: 129657379
- International Standard Name Identifier: 0000 0000 6634 5133
- Library of Congress Control Number: no2007061536
- Nederlandse Thesaurus van Auteursnamen: 354797441
- RKD-Nederlands Instituut voor Kunstgeschiedenis: 129183
- Istituto Centrale per il Catalogo Unico: NAPV057970
- Système universitaire de documentation: 131028677
- Union List of Artist Names: 500020750
- Virtual International Authority File: 33082987
- WorldCat: E39PBJxGXG3whRBYqb4cQVb8G3